# Villa Travaini
Villa Travaini o Villa Travaini Vendrame è una villa veneta di Codognè situata lungo via Roma, la strada che collega le località Borgo chiese e Borgo municipio.

## Storia

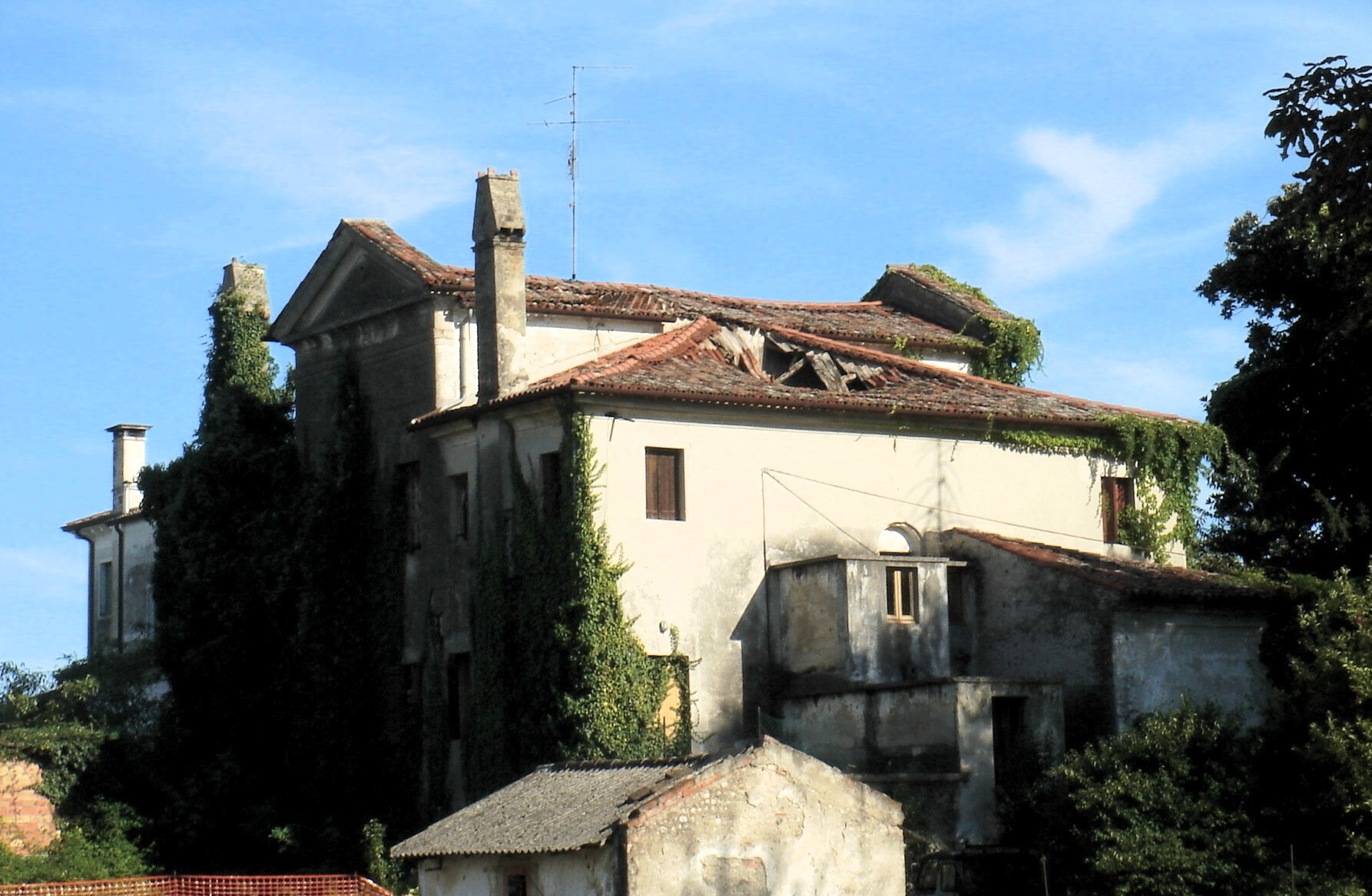
Veduta del prospetto posteriore e laterale della villa, in profondo degrado

La villa fu costruita come nobile residenza di campagna della famiglia Travaini nella seconda metà del XVIII secolo.
Durante il XX secolo la villa cade in rovina e, ancora oggi, il blocco centrale, di maggiore rilevanza architettonica, e alcuni annessi sono in stato di profondo degrado.

## Descrizione
Il complesso di Villa Travaini, tipica struttura di villa veneta, si presenta disposto a L, con un corpo centrale adibito a dimora della famiglia patrizia e, a destra una barchessa posta ortogonalmente, dietro la quale si aggiungono altri annessi, di epoche diverse e in parte rimaneggiati.

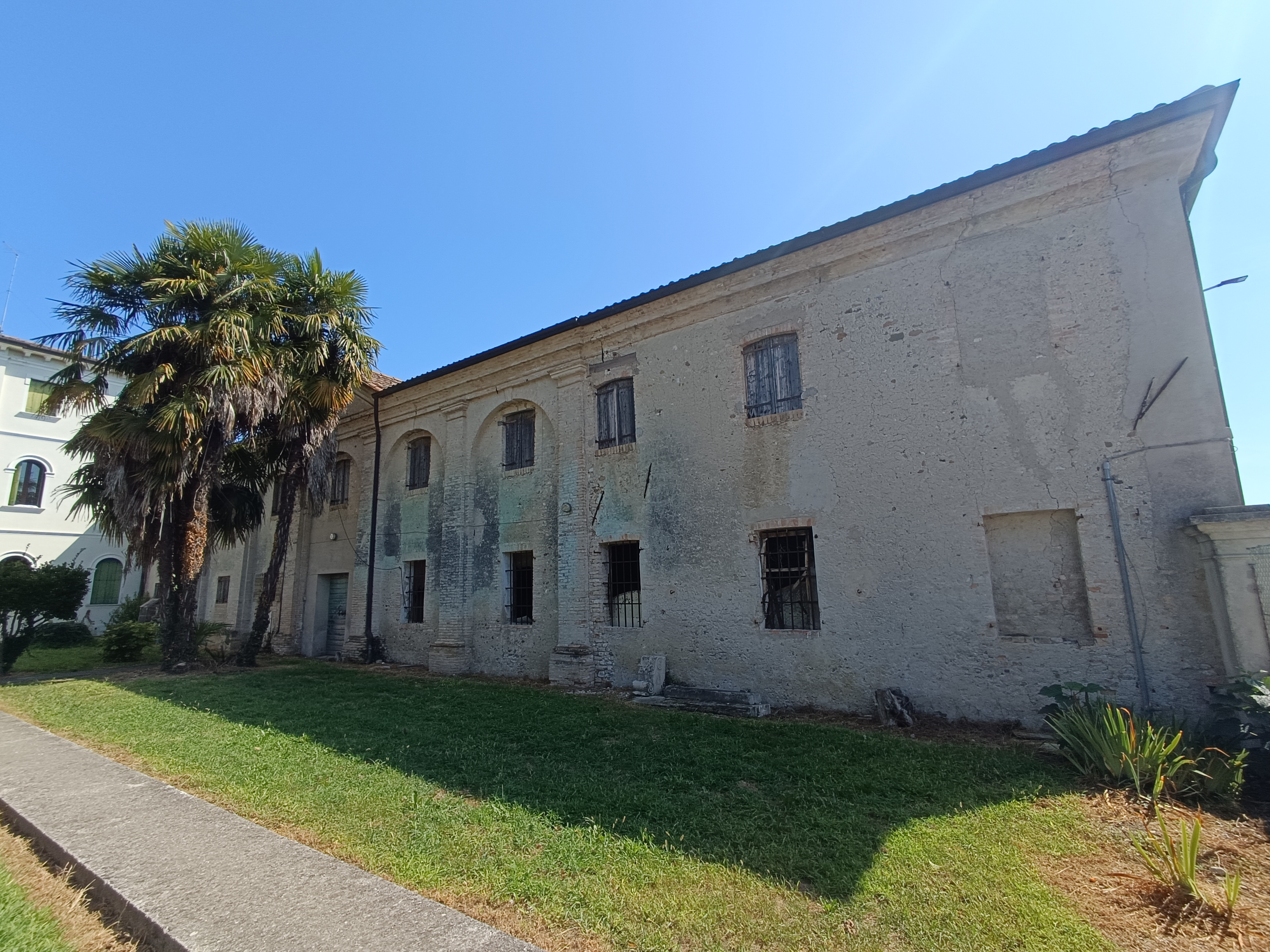
Veduta laterale della barchessa

Il blocco principale evidenzia un'impostazione diffusa nel territorio e comune a entrambe le facciate: si dispone su tre piani (due piani nobili) con la parte centrale rialzata e timpanata. La forometria è costituita da monofore rettangolari, che mettono in evidenza i tre livelli. 
Elemento caratteristico di Villa Travaini sono due alti comignoli ai lati della parte timpanata.
La villa è dotata di un giardino di buone dimensioni, oggi per buona parte in abbandono; in esso si conserva anche una peschiera, in accordo con la natura acquitrinosa del territorio di Codognè.